# Дорофеев, Аркадий Геннадьевич
Аркадий Геннадьевич Дорофеев (6 сентября 1971, Иртышск, Павлодарская область, Казахская ССР, СССР), известный также по позывному «Сурадеви» — российский военнослужащий, младший лейтенант, командир мотострелкового взвода 15-й отдельной мотострелковой бригады 2-й гвардейской общевойсковой армии Центрального военного округа. Герой Российской Федерации (2024).

## Биография
Родился 6 сентября 1971 года в селе Иртышск Павлодарской области Казахской ССР. Намного позже семья переехала жить в Заринск Алтайского края, где Дорофеев окончил среднюю школу № 3.
Проходил срочную военную службу в Российской армии. После того, как мужчина был уволен в запас, работал оперуполномоченным (по некоторым источникам дослужил до старшего оперуполномоченного) в РОВД. С началом Вторжения России на Украину заключил контракт с ЧВК «Вагнер». В 2023 году заключил контракт с Вооружёнными силами Российской Федерации и в должности командира мотострелкового взвода 15-й отдельной гвардейской мотострелковой бригады руководил ей. В 2024 году присвоено звание гвардии младший лейтенант. До присвоения являлся старшиной. Неоднократно был ранен.
В 2024 году военнослужащему присвоено звание Героя Российской Федерации за героизм и выполнение воинских задач. Продолжает нести службу.

## Звания и награды
- Герой Российской Федерации (Указом Президента Российской Федерации «закрытым» от 2024 года за мужество и героизм, проявленные при исполнении воинского долга, гвардии старшине Дорофееву Аркадию Геннадьевичу присвоено звание Героя Российской Федерации с вручением знака особого отличия — медали «Золотая Звезда»[6][7][8][9].
- Медаль «За Отвагу».